# 유명인을 대상으로 한 사이버불링

## 개요
사이버불링은 정보통신기술을 이용해 특정인을 괴롭히거나 위협하는 행위를 말한다.
이 문서에서는 유명인을 대상으로 한 사이버불링을 다룬다.
이는 연예인, 인플루언서, 정치인 등 공인의 사회적 이미지나 사생활을 공격하는 온라인 상의 괴롭힘이다. 해당 행위는 종종 정신적 고통과 사회적 낙인을 초래하며, 극단적 선택으로 이어지는 경우도 있다.

## 시기별 인터넷 발전과 사이버불링의 연관

### 1990년대 말 ~ 2000년대 초
개인 가정에 초고속 인터넷 보급 시작, yahoo(1994),daum(1995),naver(1999)등의 포털이 생겨났으며, 카페(naver,daum), 게시판 중심의 커뮤니티가 형성되었다. 인터넷에 관한 규제가 미비하여 익명의 특성을 빌린 욕설과 비방이 늘어난 시기이다.
이는 사이버 불링의 시초격이라 할 수 있다.

### 2000년대 중후반
페이스북(2004)과 유튜브(2005), 트위터(2006)가 등장하였고, 한국에서는 싸이월드가 유행하였다.
SNS의 활성화와 확장으로 인해 유명인을 대상으로 하는 악성 댓글, 도촬영상, 루머 등이 심각해졌다

### 2010년대
아이폰 출시 이후 스마트폰의 사용자가 급증하며 언제 어디서든 인터넷에 접속할 수 있게 되었다. 다양한 SNS 플랫폼의 확산, 카카오톡과 텔레그램과 같은 메신저의 발전으로 실시간 소통과 정보 전파가 쉬워졌으며 이와 더불어 사생활 유출, 디지털 성범죄와 같은 심각한 범죄도 증가하였다.

### 2020년대, 그리고 현재
코로나 시기로 인한 비대면문화가 확장되며 인터넷 사용시간과 사용량이 이전보다 훨씬 많아졌다.
릴스, 쇼츠, 틱톡 등 알고리즘 기반 숏폼이 유행하며 여론조작, 혐오, 루머 확산등의 우려가 증가한데다, AI의 발전으로 딥페이크를 이용한 성범죄, 가짜뉴스등이 사회적 문제로 대두되었다. 이전보다 인터넷에 관한 규제가 강력해졌으나 줌 폭격 등 인터넷에서의 범죄 또한 더욱 교묘한 방식으로 발전하였다.

## 시기별 대표적 사례

### 최진실 거짓 루머(2009)
신고 1주일만에 서울 서초경찰서 사이버범죄 수사팀이 루머 유포 헙의로 모 증권사 여직원을 조사함. 최진실 측은 법적 책임을 물릴 것이라는 입장 발표

### 임창정 악성 루머(2015)
법원은 가수 임창정 씨와 전처에 대해 악성 루머를 퍼뜨린 네티즌들에게 각각 벌금 80만 원을 선고했고 배우 송혜교에 대한 허위 댓글을 단 서 모 씨에게 법원은 최근 3백만 원의 벌금형을 내린 사례가 있음.

### 설리 악플러 선처(2019)
설리가 죽기 전 자신과 동갑생의 인생을 망치기 싫다는 이유로 악플러를 선처함.
하지만 설리가 죽고 난 후, 매니저와 한국연예매니지먼트 협회측에서 고소를 진행하였다.

### 딥페이크 처벌 사례 (2020이후)
지난 4년간(2020년 6월 25일~2024년 6월 30일) 딥페이크 성착취물 제작과 유포 등으로 처벌받은 판결문을 입수해 분석한 결과, 기소된 87명 중 집행유예가 34명, 징역형을 선고받은 사례는 24명에 그쳤고, 벌금형은 14명이었다. 선고유예와 무죄도 각 2명씩이다.
유명 여자 아이돌을 대상으로 성적 허위 영상물을 만든 A씨가 경찰에 잡힌 사건

##### 수지에 대한 악플(추가 사례)
1심) 유죄 판결 : 벌금 100만원
2심) 무죄 판결
3심 무죄 판결

## 사이버불링 문제 해결을 위한 사회의 노력 및 법안

### 사이버불링 교육
디지털 리터러시 교육협회는 잠시만요 캠페인과 연계하여 초중고 대상의 교육 콘텐츠를 제작했다. 교육 콘텐츠는 실제 수업시간에 선생님들이 사용할 수 있도록 제작되었다.

### 관련 법안
인터넷 명예훼손
-정보통신망 이용촉진 및 정보보호 등에 관한 법률 제 70조 1항
거짓루머 관련 법안
-정보통신망 이용촉진 및 정보보호 등에 관한 법률 제 70조 제 2항
1. ↑  “최진실, 루머 유포자에게 강경대응 방침”.
2. ↑  “'임창정 악성 루머' 퍼나른 누리꾼들 벌금 80만원 | 중앙일보”.
3. ↑  “故 설리 "동갑내기, 전과자 된다" 악플러 선처한 사연”.
4. ↑  “딥페이크 처벌 강화법 시행 이후 판결 전수분석...'집행유예'가 가장 많았다.”.
5. ↑  “경찰, 유명 아이돌 '딥페이크' 제작,유포한 남성 줄줄이 검거”.
6. ↑  “대법 "연예인 사생활 관련 댓글, '표현의 자유' 적용 안돼"”.
7. ↑  “유튜브, 사이버불링 근절 ‘잠시만요’ 캠페인 진행…초중고 교육자료도 제공”.
8. ↑  “유튜브, 디지털 리터러시 캠페인 ‘잠시만요(Hit Pause) 2024’ 공개”.
9. ↑  “더 나은 디지털 환경을 위한 ‘STOP! 사이버불링’ 전시회 폐막”.
10. ↑  “김영배 의원, 국회의원회관서 ‘STOP! 사이버불링’ 전시회 개최”.
11. ↑  어떤 사람을 헐뜯기 위해 많은 사람이 볼 수 있는 인터넷에 사실인 내용을 기재해 그 사람의 명예를 훼손한 사람은 3년 이하의 징역 또는 3천만원 이하의 벌금에 처한다.
12. ↑  어떤 사람을 헐뜯기 위해 많은 사람이 볼 수 있는 인터넷에 거짓인 내용을 기재해 그 사람의 명예를 훼손한 사람은 7년 이하의 징역, 10년 이하의 자격정지 또는 5천만원 이하의 벌금에 처한다.